# Техніколор

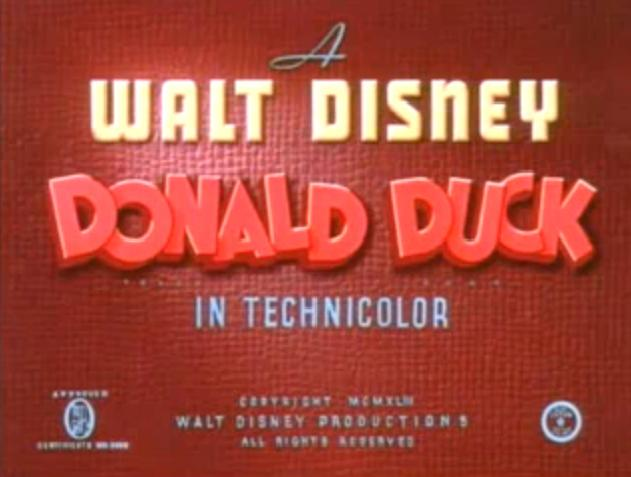
Заставка мультсеріалу «Дональд Дак» з написом про систему «Техніколор»

Техніколор (англ. Technicolor) — технологія отримання кольорового кінематографічного або фотографічного зображення, винайдена в 1917 році Гербертом Калмусом і Деніелем Комстоком (англ. Herbert Kalmus, Daniel Comstock). Ранній віражний процес полягав у тонуванні чорно-білих діапозитивів червоним і зеленим кольорами з їх подальшим склеюванням, що дозволяло отримати кольорове зображення. Надалі ця примітивна техніка трансформувалася в поширену технологію друку високоякісних кольорових фільмокопій, що дозволяє отримувати чудову передачу кольорів з довговічних барвників. «Техніколор» був другою після британського «Кінемаколора» кольоровою технологією, і широко застосовувався в Голлівуді з 1922 по 1955 роки, одночасно з процесом «Сінеколор».
«Техніколор» здобув популярність в основному завдяки своїй неперевершеній до кінця 1960-х передачі кольору і можливості виготовлення якісної оптичної суміщеної фонограми, що складається з металевого срібла, що важко досягти на багатошарових позитивних кіноплівках. Рання багатоплівкова технологія в основному використовувалася для зйомки мюзиклів (наприклад, «Чарівник з країни Оз» і «Співаючи під дощем»), костюмованих картин («Пригоди Робіна Гуда») і анімаційних фільмів («Білосніжка і сім гномів» і «Фантазія»).

## Значення
Назва «Техніколор» за час свого існування застосовувалася в чотирьох основних значеннях:
- Процес «Техніколор» або  Формат «Техніколор» — різні варіанти системи кольорового фільмування (1917—1954) з декількома чорно-білими негативними кіноплівками, що заряджаються в кінознімальний апарат одночасно. Найбільшої досконалості ця система досягла в «трьохплівковому» процесі.
- Кольоровий друк «Техніколор» або Гідротипний процес — технологія друку кольорових поєднаних фільмокопій, при якому кольорове зображення послідовно переносилося з трьох кольороподілених забарвлених матриць на бланкфільм.

- Лабораторії «Техніколор» — мережа лабораторій обробки і друку кінофільмів по технологіях «Техніколор», яка запущена в 1922 році.
- Компанія Technicolor Inc. — нині є підрозділом французької компанії Technicolor SA. якій належать права на використання усіх продуктів, пов'язаних з технологіями